# Izakaya

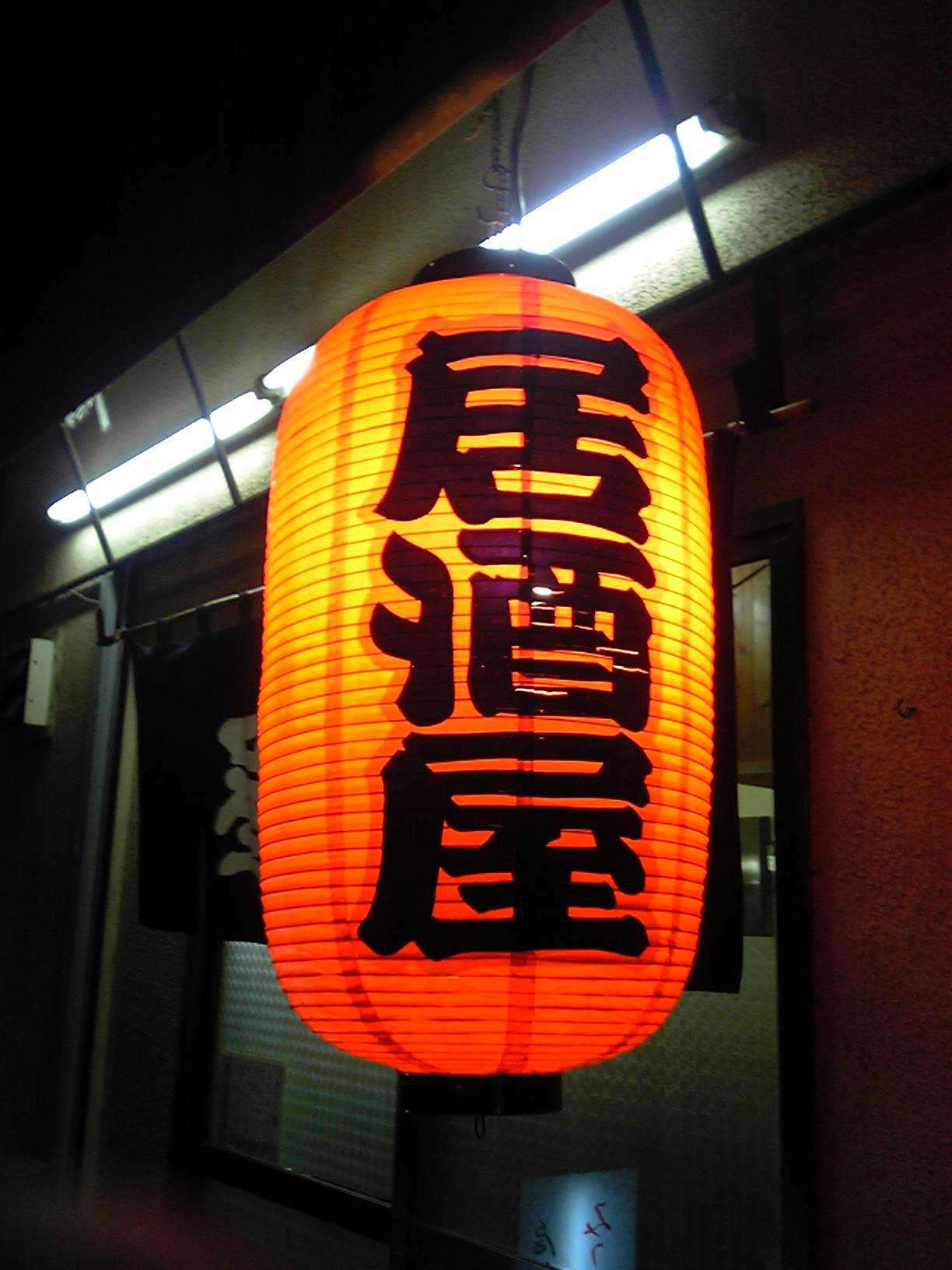
Akachōchin mit der Aufschrift Izakaya (居酒屋)

Die japanische Kneipe oder Izakaya (jap. 居酒屋) ist der populärste Typ von Gastronomiebetrieb in Japan.
Der Name setzt sich aus iru (居: verweilen), sake (酒: Sake, Alkohol) und ya (屋: Geschäft, Haus) zusammen und kann somit als „Sake-Geschäft zum Verweilen“ verstanden werden.
Izakayas haben immer einen Koch und bieten eine Auswahl von Speisen oder sogar eine umfangreiche Speisekarte, da Japaner üblicherweise immer auch zumindest eine Kleinigkeit (sogenannte Tsumami) essen, wenn sie Alkohol trinken. Oft gibt es so eine Kleinigkeit als Service namens o-tōshi (お通し) gewöhnlich vorweg, nachdem man sich an einen Tisch gesetzt hat. In manchen japanischen Kneipen wird es sogar ungern gesehen, wenn Gäste nur trinken bzw. gibt es einen Mindestverzehr für Speisen.
Wohl auch aus diesem Grund kann man in japanischen Kneipen nicht stehen, sondern sitzt immer (im Gegensatz zu Yatai). Der Platz wird einem von der Bedienung zugewiesen. Man kann als kleine Gruppe oder in kleineren Kneipen entweder an der Theke sitzen, wie im Westen an Tischen normaler Höhe auf Stühlen oder auf traditionellen Sitzkissen auf Tatamimatten an niedrigen Tischen. In vielen Kneipen muss man die Schuhe ausziehen, in spezielle Fächer legen und in von der Kneipe gestellten Pantoffeln oder in Socken umherlaufen.
Diese gewöhnlichen Izakayas gibt es in Japan seit alters her. Bis zu den 1970er Jahren handelte es sich aber vor allem um kleinere Etablissements, manchmal nur auf Wohnzimmergröße im Erdgeschoss des Hauses des Betreibers, die oft vom Koch alleine betrieben und fast ausschließlich von männlichen Geschäftsleuten nach der Arbeit frequentiert wurden.

## Ketten
Das änderte sich ab den 1980er Jahren schlagartig, als große Ketten wie Tsubohachi oder Shirokiya begannen, in ganz Japan Großkneipen zu eröffnen, die alle mit identischen Speisekarten ausgestattet sind und viel mehr Platz bieten, vor allem auch für große Gruppen (20–40 Personen). Diese Großkneipen haben nun Platz für die japanischen Partys, bei denen normalerweise immer eine ganze Firmenabteilung oder ein ganzer Sportkreis einer Universität mit mehreren Dutzend Mitgliedern geschlossen feiert. Mit diesen Großkneipen begannen auch Frauen, in japanische Kneipen zu gehen.
Heute gibt es Dutzende von Kneipenketten, oft mit mehreren hundert Filialen im ganzen Land, die sich allerdings kaum voneinander abheben. Die kleinen althergebrachten Kneipen reagierten, indem sie ihre Kneipen geschlossen stunden- oder tageweise an Partygruppen vermieten.

## Westliche Kneipen
Japanische Kneipen unterscheiden sich von den westlichen Kneipen, die es auch in den größeren Städten gibt. Vor allem der englisch-irische Pub hat sich in Japan durchgesetzt. Allerdings wirkt sich auch hier das traditionelle Kneipensystem aus: In Pubs gibt es ebenfalls eine große Speisekarte, eine eigene Küche und man bekommt normalerweise vom Kellner einen Tisch zugewiesen („darf“ aber auch stehen). Wer wirklich nur trinken will, geht in Japan dagegen in eine vornehm wirkende Shot-Bar.

## Sunakku
Des Weiteren gibt es eine weitere Art von Izakaya-ähnlichen Establishments, sunakku (スナック, von engl. snack) genannt, die auch heute fast ausschließlich von weiblichen Angestellten betrieben werden und einer Chefin, die von den Gästen „Mama“ genannt wird. Fast immer finden sich hier auch Karaoke-Anlagen, mit denen ältere und/oder wohlhabende Japaner Karaoke singen, seien es japanische Schlager (auch Enka genannt) oder ältere und moderne Popmusik. Der Sunakku ist das Bindeglied zwischen dem in Deutschland üblichen Gastronomiebetrieb und dem japanischen Mizu Shōbai (水商売, dt. „Wasserhandel“), der alles von Hostess-Bars bis hin zur Prostitution erfasst.